# 松平直温 (川越藩主)
松平 直温（まつだいら なおのぶ）は、江戸時代後期の大名。武蔵国川越藩3代藩主。官位は従四位下・大和守、侍従。結城松平家7代。

## 生涯
寛政7年（1795年）2月14日、2代藩主・松平直恒の次男として川越にて誕生。
文化3年（1806年）4月11日に世子となり、文化7年（1810年）の父の死去で家督を継いだ。文化12年（1815年）に元服して従四位下・大和守に叙位・任官する。12月には侍従に任官する。
文化13年（1816年）7月28日に死去した。享年22。跡を弟・斉典が養子となって継いだ。

## 系譜
- 父：松平直恒（1762-1810）
- 母：お美佐 - 八嶋氏
- 正室：輝 - 浅野斉賢の娘
- 側室：福田氏
  - 女子：鉚 - 松平斉省正室
- 養子
  - 男子：松平斉典（1797-1850） - 実弟